# حجاز (گوشه موسیقی)
حجاز نام گوشه‌ایست در آواز ابوعطا که پیشتر نام یک مقام در موسیقی مقامی ایرانی، ترکی و عربی بوده است. حجاز در موسیقی عربی با حجاز در موسیقی ایرانی دارای تفاوت است. مورد استفادهٔ آوازخوانیِ مقام حجاز برای مناجات مذهبی و خواندن قرآن بوده‌است و امروزه جزئی از آواز ابوعطاست که آن هم از متعلقات دستگاه شور است و در عین حال، گام ابوعطا و حجاز تفاوتی با شور ندارد. 
فرود حجاز روی نت پایه شور است. 
گام شور لا از این نت‌ها تشکیل شده‌است: لا، سی کُرُن، دو، ر، می، فا، سل، لا. پس فرود حجاز در «شور لا» روی نت لا است.
حجاز می‌تواند به عنوان دستگاه موسیقی مجزایی از ابوعطا باشد و در گذشته همین طور نیز بوده است. هرمز فرهت در کتاب خود دستگاه در موسیقی ایرانی اشاره می‌کند که حجاز قطعه‌ای آغازین از دستگاهی است که پس از ابوعطا اجرا می‌شود و نام مقام یا آواز از این قطعهٔ آغازین برداشته شده است. همچنین دلیل اینکه حجاز بعد از ابوعطا قرار می‌گیرد و نواخته می‌شود، قرارداشتن در گام صوتیِ بالاتری از ابوعطاست که بر طبق سنت و جریان اجرای موسیقی سنتی، نوازندگان از پایه و بم شروع کرده و به اوج یا صداهای زیرتر می‌رسند.